# أنجل فاير
أنجل فاير (بالإنجليزية: Angelfire )‏ الترجمة للعربية (ملاك النار ) هي منصة سيرفرات لخدمة استضافة مواقع الويب منذ عام 1996، تأسست شركة Angelfire في الولايات المتحدة الامريكية عام 1996 وكانت في الأصل عبارة عن خدمة بناء مواقع على شبكةالإنترنت وعلى استضافة مواقع الويب.